# Fumiko Okuno
Fumiko Okuno (jap. 奥野史子 Okuno Fumiko; ur. 14 lipca 1972 w Kioto) – japońska pływaczka synchroniczna, dwukrotna medalistka olimpijska z 1992.

## Kariera sportowa
Zdobyła brązowy medal w konkurencji drużyn na mistrzostwach świata w 1991 w Perth.
Na igrzyskach olimpijskich w 1992 zdobyła dwa brązowe medale: w konkurencji solo oraz w duetach (razem z Aki Takayamą).
Na mistrzostwach świata w 1994 w Rzymie wywalczyła trzy medale: srebrne solo i w duetach (partnerką była Miya Tachibana) oraz brązowy w drużynie. Była również złotą medalistką igrzysk azjatyckich w 1994 w Hiroszimie solo i w duetach.